# Луций Меций Постум
Луций Меций Постум (на латински: Lucius Maecius Postumus) e политик на Римската империя през 1 век.
През 76 г. Меций Постум е трибун в XIII Близначен легион, 79 г. квестор при императорите Веспасиан и Тит. След това народен трибун и през 84 претор, след това легат на легион в Сирия. През юли и август 98 г. Меций Постум е суфектконсул заедно с Авъл Вицирий Мартиал.